# Referendum na Saint Vincent i Grenadynach w 2009 roku
Referendum na Saint Vincent i Grenadynach w 2009 roku – referendum na Saint Vincent i Grenadynach w sprawie zmiany konstytucji, zorganizowane 25 listopada 2009. Obywatele, większością 55,6% głosów, odrzucili projekt nowej konstytucji. 

## Organizacja i przedmiot referendum
Przedmiotem referendum była zmiana konstytucji, obowiązującej od czasu uzyskania niepodległości przez wyspy w 1979. Głównymi założeniami proponowanej ustawy zasadniczej były: 
- wprowadzenie systemu republikańskiego w miejsce istniejącej monarchii: Saint Vincent i Grenadyny od 1979 wchodzą w skład Wspólnoty Narodów jako jedno z Commonwealth realm, w związku z czym na ich czele stoi królowa Elżbieta II, reprezentowana przez gubernatora generalnego. W myśl przepisów nowej konstytucji, na czele państwa miał stanąć prezydent wybierany przez parlament i pozbawiony uprawnień wykonawczych.
- wzmocnienie władzy i kompetencji szefa rządu
- powołanie nowego sądu apelacyjnego w miejsce Rady Prywatnej, dotychczasowej najwyższej instancji sądowniczej
- zmiana uprawnień Komisji Praw Człowieka, Rzecznika Praw Obywatelskich oraz Komisji Wyborczej[1][2][3].

Inicjatywa zmiany konstytucji wyszła ze strony rządu premiera Ralpha Gonsalvesa i jego Partii Jedności Pracy (ULP, Unity Labour Party). Rząd argumentował, że monarcha brytyjski w rzeczywistości nie jest w stanie pełnić funkcji szefa państwa na odległych wyspach. Przeciwna proponowanej konstytucji była opozycja na czele z Arnhimem Eustace z Nowej Partii Demokratycznej (NDP, New Democratic Party). Obie partie zgadzały się co do potrzeby zniesienia monarchii, jednak różniły się w konkretnych propozycjach zmian. Opozycja sprzeciwiała się poszerzaniu uprawnień premiera oraz twierdziła, że nowa konstytucja nie wzmacnia w istocie demokracji w kraju. Opowiadała się za też za wyborem prezydenta w wyborach powszechnych. Aby nowa konstytucja weszła w życie musiało opowiedzieć się za nią co najmniej 2/3 głosujących. 
Referendum konstytucyjne było monitorowane przez międzynarodowych obserwatorów z OPA oraz CARICOM.

## Wyniki referendum
Obywatele odrzucili projekt nowej konstytucji większością 55,64% głosów. Za jej zmiana opowiedziało się 43,13% głosujących. Zdaniem komentatorów, wynik referendum był porażką dla rządu premiera Gonsalvesa przed wyborami parlamentarnymi w 2010.
| Głosy          | Liczba głosów | %      |
| -------------- | ------------- | ------ |
| Nie            | 29 020        | 55,64% |
| Tak            | 22 493        | 43,13% |
| Głosy nieważne |               | -      |
| Razem          | 52 177 (54%)  | 100%   |
| Źródło:        |               |        |